# 青原区
青原区是中国江西省吉安市所辖的一个市辖区、最初设立在2000年9月吉安撤地設市時經國務院批准組建的縣級行政區，由原縣級吉安市、吉水縣、吉安縣所屬的10個鄉鎮場組成，區人民政府駐河東街道。
青原區是吉安市中心城區和吉泰走廊核心區；境內地勢大體由東南向贛江逐級降落，從東南邊境依次為山地、丘陵、河谷平原（吉泰平原）。該區域屬中亞熱帶，受寒暖氣流的交替影響，形成亞熱帶季風濕潤氣候，四季分明。

## 行政区划
青原区下辖2个街道办事处、6个镇、1个民族乡：
河东街道、滨江街道、天玉镇、值夏镇、新圩镇、富滩镇、富田镇、文陂镇、东固畲族乡、青原区河东经济开发区和东固垦殖场。

## 人口
2021年末，青原區公安户籍總户數6.82萬户，户籍總人口為23.08萬人，其中：男性人口12.26萬人，女性人口10.81萬人；城鎮人口9.27萬人，鄉村人口13.8萬人。

## 商业区
- 贸易广场，位于青原大道。
- 吉安火车站，广场商城，青原区站前大道，建设中。
- 天立步行街，位于天立花园青原大道两侧，毗邻青原区行政中心。

## 交通
- 京九铁路、吉衡铁路、蒙华铁路：吉安站

## 文物
- 青原区各级文物保护单位列表